# Бихеле
Бихеле — дворянский род.
Определениями Правительствующего Сената от 4 сентября 1856 г., 23 июля 1857 г. и 25 ноября 1858 г., коллежский советник Максимилиан Бихеле, с женой Матильдой, сыновьями Николаем, Юлием и дочерью Эмилией, утверждён в потомственном дворянском достоинстве, по личным его заслугам, со внесением в третью часть дворянской родословной книги Полтавской губернии (Герб. XIII, 121).

## Описание герба
В лазоревом щите золотой пояс. Над ним две, под ним одна золотые пчелы.
Над щитом дворянский шлем с короной. Нашлемник: вытянутая вверх рука в лазоревом рукаве с золотым обшлагом держит золотой циркуль. Намёт: лазоревый с золотом.